# 具苞铃子香
具苞铃子香（学名：Chelonopsis bracteata）为唇形科铃子香属下的一个种。